# Richard Thomas (ammiraglio)
Sir William Richard Scott Thomas (22 marzo 1932 – 13 dicembre 1998) è stato un ammiraglio britannico.

## Biografia
Era il figlio di William Scott Thomas, e di sua moglie, Mary Hilda Bertha "Maimie" Hemelryk.

## Carriera
Studiò presso il Downside School. Entrò nella Royal Navy nel 1951. Gli fu affidato il comando del cacciatorpediniere HMS Troubridge nel 1966.
Continuò a essere ufficiale dello Staff per la Flag Officer, Scotland and Northern Ireland e combatté durante la seconda Guerra del merluzzo nel 1972. Promosso capitano, ha preso parte nello sviluppo di Polaris presso il Ministero della difesa prima di essere affidato il comando della nave d'assalto HMS Fearless.
Fu direttore del Seaman Officers' Appointments nel 1982, segretario navale nel 1983 e Flag Officer, Second Flotilla nel 1985. Promosso vice ammiraglio, entrò nel Supreme Allied Commander Atlantic a Norfolk nel 1987 e come rappresentante alla NATO (1989-1992).
Fu Gentleman Usher of the Black Rod nella Camera dei lord (1992-1995).

## Matrimonio
Nel 1959 sposò Paddy Cullinan ed ebbero otto figli. Era lo zio delle attrici Kristin Scott Thomas e Serena Scott Thomas.